# Seznam osebnosti iz Občine Horjul
Seznam osebnosti iz Občine Horjul vsebuje osebnosti, ki so se tu rodile, delovale ali umrle.
Občina Horjul ima 9 naselij: Horjul, Koreno nad Horjulom, Lesno Brdo, Ljubgojna, Podolnica, Samotorica, Vrzdenec, Zaklanec, Žažar.

## Književnost
- Kristina Brenk (1911, Horjul – 2009, Ljubljana), slovenska pisateljica, pesnica, dramatičarka, prevajalka in urednica
- Peter Bohinjec (1864, Visoko – 1919, Spodnje Duplje), pisatelj, duhovnik

## Kultura in umetnost
- Jaka Pucihar (1976, Horjul –), slovenski skladatelj, jazzovski pianist in pedagog

- Franci Končan (1940, Horjul –), režiser amaterskih gledališč
- Slavka Glavina (1926, Jurka vas – 2013, Horjul ), igralka

- Primož Škof (1810, Zaklanec – 1872), slovenski slikar, dagerotipist in fotograf
- Franc-Krištof Zupet (1939, Ljubljana –), slikar

## Politika
- Rudolf Hribernik-Svarun (1921, Horjul – 2002, avtocesta pri Logatcu), slovenski general, komunist, prvoborec, partizan, zgodovinar, politik in narodni heroj
- Ivan Stanovnik (1891, Horjul – 1978, Ljubljana), politik
- Aleš Stanovnik (1901, Horjul – 1942, Ljubljana), politični delavec in pravnik

## Pravo in uprava
- Hugo (Franc) Rožnik (1891, Horjul – 1970, Pleterje), pravnik, sodnik, duhovnik, šofer in fotograf

## Religija
- Stanko Kapš (1913 – 2004, Vrhnika), župnik v Horjulu, častni kanonik
- Anton Oblak (1871, Horjul – 1953, Šentlovrenc), slovenski katoliški duhovnik in strokovnjak za prašičjerejo
- Andrej Zamejic (1824, Vrzdenec – 1907, Ljubljana), slovenski rimskokatoliški duhovnik, nabožni pisatelj in prevajalec
- Anton Zdešar (1871, Ljubgojna – 1945, Jastrebarsko, Hrvaška), slovenski rimskokatoliški duhovnik, lazarist in cerkveni zgodovinar
- Štefan Bastič (1913, Horjul – 1945, Jastrebarsko, Hrvaška), slovenski duhovnik
- Anton Čepon (1895, Horjul – 1995, Ljubljana), slovenski duhovnik
- Ludvik Čepon (1908, Horjul – 1985, Pensilvanija, ZDA), slovenski filozof, filolog, duhovnik in profesor
- Janez Zupet (1944, Ljubljana – 2016), duhovnik in prevajalec
- Matevž Wolf (1752, Radovljica – 1827, Radovljica),  duhovnik in prevajalec
- Andrej Zamejic (1824, Vrzdenec – 1907, Ljubljana),  nabožni pisec, duhovnik, kanonik

## Znanost in humanistika
- Tine Logar (1916, Horjul – 2002, Ljubljana), slovenski dialektolog in jezikoslovec
- Justin Stanovnik (1928, Lesno Brdo –2009, Horjul), slovenski filolog

- Janez Logar (1908, Horjul – 1987, Ljubljana), slovenski bibliograf, urednik in literarni zgodovinar

- Cene Logar (1913, Horjul – 1995, Ljubljana), slovenski filozof in disident

## Razno
- Janez Gregorin (1911, Horjul – 1942, Ljubljana), slovenski novinar, alpinist in pisatelj
- Janez Potrebuješ (1830, Horjul – 1904, Vrhnika), kamnosek

## Osebnosti od drugod
- Matija Bradaška (1852, Lučine – 1915, Kranj), slikar (križev pot Planina nad Horjulom, 1904)
- Gašpar Franchi (1657, Videm – 1733, Ljubljana), zvonar (vlil zvon na Vrzdencu pri Horjulu)
- Jože Žohar (1945, Sv. Jurij – 2018, Lithgow, Avstralija), izseljenski pisec (Horjulske blodnje, zapiski s poti po domovini)